# Giờ tiêu chuẩn Nhật Bản
Giờ tiêu chuẩn Nhật Bản hay JST (tiếng Anh: Japan Standard Time) là múi giờ tiêu chuẩn của Nhật Bản, thuộc múi giờ UTC+09:00. Giờ tiêu chuẩn của Nhật không có giờ mùa hè. Giờ chuẩn Nhật Bản giống với giờ chuẩn Triều Tiên, giờ chuẩn Đông Indonesia và giờ Yakutsk. Trong thế chiến II, giờ tiêu chuẩn Nhật Bản thường được gọi là Giờ tiêu chuẩn Tokyo trong các văn bản của phương Tây.